# Olympische Winterspiele 1994/Rennrodeln – Doppelsitzer
Der Doppelsitzer im Rennrodeln bei den Olympischen Winterspielen 1994 in Lillehammer bestand aus zwei Läufen, von denen beide am 18. Februar 1994 ausgetragen wurden. Austragungsort war die Olympiske Bob- og Akebane. Am Start waren 40 Teilnehmer aus 15 Ländern, von denen 38 in die Wertung kamen. Olympiasieger wurden Kurt Brugger und Wilfried Huber aus Italien mit einer Gesamtzeit von 1:36,720 Minuten. Die Silbermedaille holten ihre Landsmänner Hansjörg Raffl und Norbert Huber vor Stefan Krauße und Jan Behrendt aus Deutschland, die die Bronzemedaille gewannen.

## Titelträger
| Olympiasieger | Stefan Krauße Jan Behrendt ( Deutschland) |
| Weltmeister   | Stefan Krauße Jan Behrendt ( Deutschland) |

## Ergebnis
| Rang | Athleten                             | Nation             | Lauf 1   | Lauf 1 | Lauf 2   | Lauf 2 | Gesamt     |
| Rang | Athleten                             | Nation             | Zeit (s) | Rang   | Zeit (s) | Rang   | Zeit (min) |
| ---- | ------------------------------------ | ------------------ | -------- | ------ | -------- | ------ | ---------- |
| 001  | Kurt Brugger Wilfried Huber          | Italien            | 48,348   | 2      | 48,372   | 1      | 1:36,720   |
| 002  | Hansjörg Raffl Norbert Huber         | Italien            | 48,274   | 1      | 48,495   | 2      | 1:36,769   |
| 003  | Stefan Krauße Jan Behrendt           | Deutschland        | 48,364   | 3      | 48,581   | 3      | 1:36,945   |
| 004  | Mark Grimmette Jonathan Edwards      | Vereinigte Staaten | 48,617   | 5      | 48,672   | 4      | 1:37,289   |
| 005  | Chris Thorpe Gordy Sheer             | Vereinigte Staaten | 48,571   | 4      | 48,725   | 6      | 1:37,296   |
| 006  | Ioan Apostol Liviu Cepoi             | Rumänien           | 48,647   | 6      | 48,676   | 5      | 1:37,323   |
| 007  | Albert Demtschenko Alexei Selenski   | Russland           | 48,655   | 7      | 48,822   | 8      | 1:37,477   |
| 008  | Bob Gasper Clay Ives                 | Kanada             | 48,899   | 10     | 48,792   | 7      | 1:37,691   |
| 008  | Ihor Urbanskyj Andrij Muchin         | Ukraine            | 48,728   | 8      | 48,963   | 11     | 1:37,691   |
| 010  | Tobias Schiegl Markus Schiegl        | Österreich         | 48,802   | 9      | 48,893   | 9      | 1:37,695   |
| 011  | Aivis Švāns Roberts Suharevs         | Lettland           | 48,949   | 11     | 48,918   | 10     | 1:37,867   |
| 012  | Juris Vovčoks Dairis Leksis          | Lettland           | 49,014   | 13     | 49,201   | 13     | 1:38,215   |
| 013  | Hans Kohala Carl-Johan Lindqvist     | Schweden           | 48,970   | 12     | 49,268   | 14     | 1:38,238   |
| 014  | Steffen Skel Steffen Wöller          | Deutschland        | 49,217   | 15     | 49,091   | 12     | 1:38,308   |
| 015  | Anatoli Bobkow Gennadi Beljakow      | Russland           | 49,296   | 16     | 49,384   | 16     | 1:38,680   |
| 016  | Leszek Szarejko Adrian Przechewka    | Polen              | 49,104   | 14     | 49,800   | 18     | 1:38,904   |
| 017  | Lewan Tibilow Kacha Wachtangischwili | Georgien           | 49,880   | 17     | 49,504   | 17     | 1:39,384   |
| 018  | Atsushi Sasaki Yuji Sasaki           | Japan              | 50,782   | 18     | 49,342   | 15     | 1:40,124   |
| 019  | Ilko Karatscholow Iwan Karatscholow  | Bulgarien          | 50,936   | 19     | 50,827   | 19     | 1:41,763   |
| DSQ  | Harald Rolfsen Lars-Marius Waldal    | Norwegen           | 48,728   | DSQ    | DSQ      | DSQ    | DSQ        |